# Tina Weymouth
Martina Michèle Weymouth, detta Tina (Coronado, 22 novembre 1950), è una bassista, compositrice e produttrice discografica statunitense.
Già bassista dei Talking Heads, ha fondato i Tom Tom Club insieme a suo marito, il batterista Chris Frantz, e al chitarrista Adrian Belew, in passato componente dei King Crimson.

## Biografia
Tina Weymouth è nata a Coronado, cittadina della contea di San Diego, in California, da madre di origine francese e padre all'epoca arruolato nella Marina militare americana. In ragione della professione paterna, si trasferì spesso (Hawaii, Islanda, Francia, Svizzera) e, all'età di 12 anni, quando la famiglia viveva sulla costa orientale degli Stati Uniti, entrò a far parte di un gruppo musicale giovanile di Washington, gli English Handbell Ringing Group, con il quale si esibì - in costumi elisabettiani - in varie scuole e chiese in Pennsylvania, New England e a New York, con un repertorio che comprendeva canzoni popolari inglesi e antichi ritmi medievali.
All'età di 14 anni, iniziò a esercitarsi con la chitarra da autodidatta - in maniera tuttavia non metodica - soprattutto allo scopo di affermare una propria identità sia rispetto alla famiglia sia agli amici: perfino l'essere diventata capitana delle cheerleader del suo liceo la lasciò indifferente, perché, come tutti i suoi compagni, odiava la scuola superiore.
Dal contatto continuo con la musica pop e folk (in primis dei Beatles e di Bob Dylan) Tina Weymouth sviluppò una sua propria tecnica musicale basata sul finger-picking: nel 1973, all'epoca già legata a Chris Frantz (con il quale si sarebbe sposata nel 1977), conobbe il britannico David Byrne e i tre formarono un gruppo rock chiamato The Artistics. A dispetto degli anni passati a suonare, Tina non aveva mai considerato l'ipotesi di diventare strumentista professionista. Il gruppo, comunque, si sciolse poco dopo, nella primavera del 1974, quando Byrne si trasferì a New York e gli esami finali all'università erano all'orizzonte. Dopo la laurea, nel settembre dello stesso anno anche Tina e Chris Frantz si trasferirono a New York e lì incontrarono di nuovo Byrne. La coppia considerava la musica solo un divertissement e coltivava progetti artistici di tipo figurativo, non musicale. Comunque, imparò a suonare il basso elettrico e, nel gennaio del 1975, insieme a Chris e David Byrne fondò i Talking Heads. Sei mesi più tardi vi fu la loro prima esibizione in pubblico.
Insieme al marito, seguì tutta la parabola dei Talking Heads, fino al 1991, anno di scioglimento del gruppo. La sua tecnica bassistica (influenzata sia dalla disco dance anni settanta sia dai gruppi punk rock dell'epoca) le conferì una riconoscibilissima cifra stilistica, a base di poche note fondamentali elaborate secondo un brillante ritmo in staccato.

Non mancarono neppure progetti paralleli: nel 1980, sempre insieme a Chris Frantz, diede vita ai Tom Tom Club, band (in origine New wave) tuttora attiva, il cui brano d'esordio. Wordy Rappinghood, divenne presto un hit. L'esperienza dei Tom Tom Club servì da riempitivo della carriera musicale sua e del marito durante gli alti e bassi dei Talking Heads, finché, nel 1991, fu chiaro che David Byrne non mostrava più interesse nel progetto. Allora, insieme al marito e all'altro superstite della band, Jerry Harrison, formò un gruppo chiamato The Heads con cui incise un album (rimasto poi l'unico della formazione) dal titolo No Talking, Just Head (1996).
Tina Weymouth e Chris Frantz hanno due figli, entrambi musicisti: Egan Frantz, batterista, e Robin Frantz, noto con il nome d'arte di Kid Ginseng.

## Attività musicale
A parte l'attività passata con i Talking Heads e quella successiva con i Tom Tom Club, Tina Weymouth e Chris Frantz hanno collaborato con altri gruppi: tra le esperienze di maggior rilievo, nel 1985, c'è quella insieme ai B-52's nel primo festival musicale rock di Rio de Janeiro; nel 1988 produssero "Conscious Party", album d'esordio dei Melody Makers di Ziggy Marley; nel 1992 produssero l'album Yes Please! dei britannici Happy Mondays; nel 2001 hanno suonato basso e batteria per il primo album dei Gorillaz di Damon Albarn (nell'album, che porta il nome del gruppo, Tina Weymouth è anche seconda voce nel brano 5/4).
Tina Weymouth ha avuto parole molto critiche nei confronti di Byrne, da lei definito «un uomo incapace di ricambiare l'amicizia». In un'intervista al Sunday Herald, quotidiano di Glasgow, riportata dall'australiano The Age, ha aggiunto che «la sua caratteristica principale è quella di tagliare i ponti con chiunque o con qualsiasi cosa che non gli serva più o che lui veda come una minaccia al suo ego».